# Наканобу (станция)

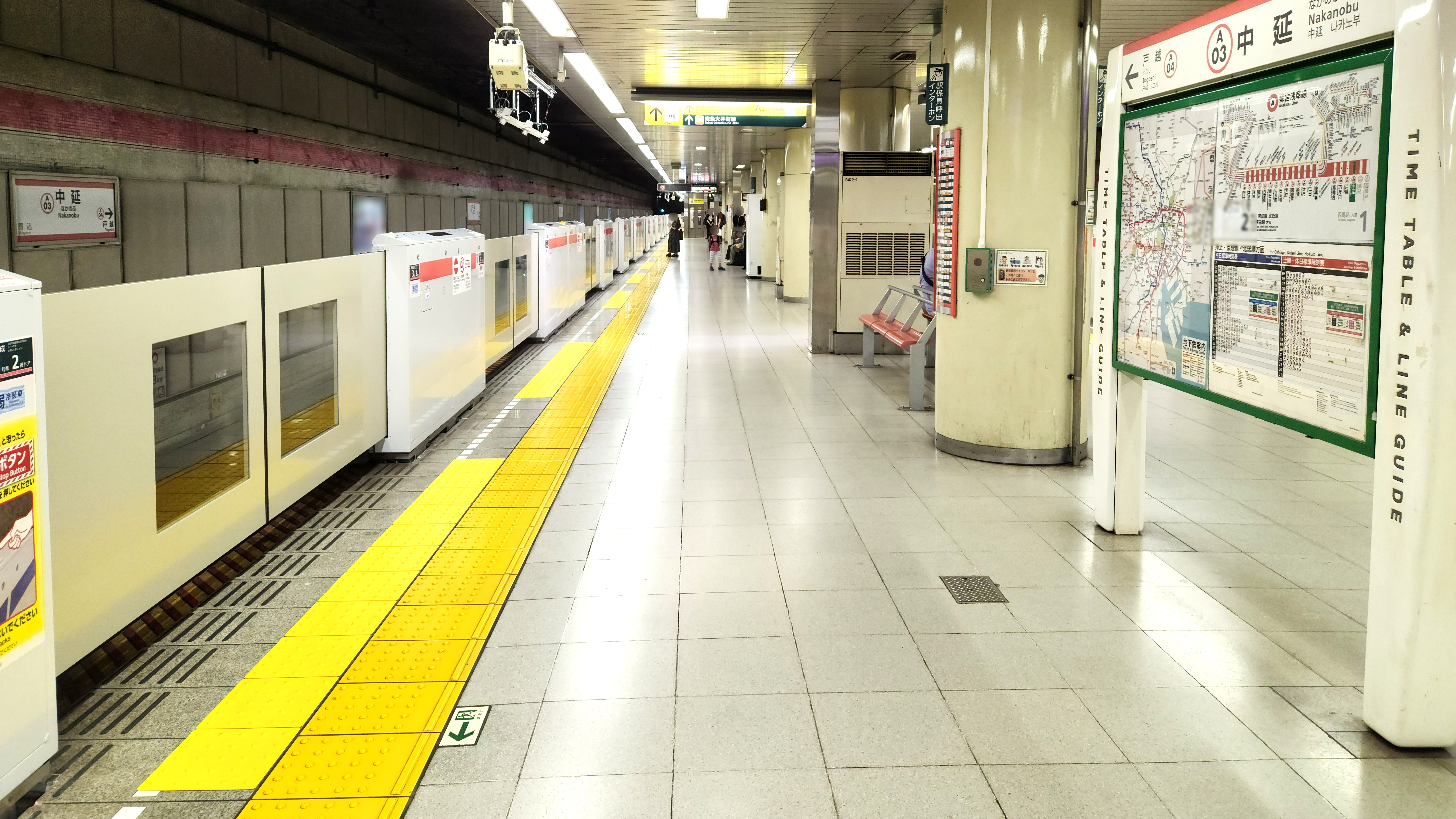
Платформа линии Асакуса

Станция Наканобу (яп. 中延駅 наканобу эки) — железнодорожная станция на линиях Линия Оимати и Асакуса, расположенная в специальном районе Синагава в Токио. Станция обозначена номером A-03 на линии Асакуса. На станции установлены автоматические платформенные ворота.

## Планировка станции

### Линия Оимати
Две платформы бокового типа и 2 пути
| 1 | ■ Линия Оимати | Хатанодай ・ Дзиюгаока ・ Футако-Тамагава ・(Линия Дэнъэнтоси) Сагинума ・ Тюо-Ринкан |
| 2 | ■ Линия Оимати | Оимати                                                                                |

### Линия Асакуса
Одна платформа островного типа и 2 пути.
| 1 | ○ Линия Асакуса | Ниси-Магомэ                                                                              |
| 2 | ○ Линия Асакуса | Сэнгакудзи ・ Нихонбаси ・ Осиагэ ・ Аэропорт Нарита ・ Инба-Нихон-Идай ・ Сибаяма-Тиёда |

## Автобусы
- Наканобу Эки Маэ (яп. 中延駅前) автобусная остановка
  - Tokyu Bus
    - <反01>Станция Готанда - Наканобу Эки Маэ - Гараж Эбара - Отделение полиции Икэгами - Тамагава Охаси - Станция Кавасаки
    - <反02>Станция Готанда - Наканобу Эки Маэ - Гараж Эбара - Отделение полиции Икэгами

## Близлежащие станции
| «             |  | Линия         |  | »             |
| ------------- |  | ------------- |  | ------------- |
| Тогоси-Коэн   |  | Линия Оимати  |  | Эбарамати     |
| Магомэ (A-02) |  | Линия Асакуса |  | Тогоси (A-04) |